# IC 3299
IC 3299 ist eine Spiralgalaxie vom Hubble-Typ Sb pec? im Sternbild Haar der Berenike am Nordsternhimmel, die schätzungsweise eine 324 Millionen Lichtjahre von der Milchstraße entfernt ist.
Das Objekt wurde am 23. März 1903 von dem deutschen Astronomen Max Wolf entdeckt.